# Анна-Марія (Флорида)
Анна-Марія (англ. Anna Maria) — місто (англ. city) в США, в окрузі Манаті штату Флорида. Населення — 968 осіб (2020).

## Географія
Анна-Марія розташована за координатами 27°31′47″ пн. ш. 82°44′1″ зх. д. / 27.52972° пн. ш. 82.73361° зх. д. (27.529833, -82.733719).  За даними Бюро перепису населення США в 2010 році місто мало площу 2,21 км², з яких 1,91 км² — суходіл та 0,29 км² — водойми.

## Демографія
Згідно з переписом 2010 року, у місті мешкали 1503 особи в 796 домогосподарствах у складі 484 родин. Густота населення становила 681 особа/км².  Було 1559 помешкань (707/км²).
Расовий склад населення:
| - 97,9 % — білих - 0,7 % — корінних американців - 0,5 % — азіатів - 0,3 % — чорних або афроамериканців - 0,1 % — вихідців з тихоокеанських островів |

До двох чи більше рас належало 0,5 %. Частка іспаномовних становила 3,1 % від усіх жителів.
За віковим діапазоном населення розподілялося таким чином: 7,7 % — особи молодші 18 років, 52,8 % — особи у віці 18—64 років, 39,5 % — особи у віці 65 років та старші. Медіана віку мешканця становила 61,1 року. На 100 осіб жіночої статі у місті припадало 92,2 чоловіків;  на 100 жінок у віці від 18 років та старших — 90,0 чоловіків також старших 18 років.
Середній дохід на одне домашнє господарство  становив 67 298 доларів США (медіана — 47 917), а середній дохід на одну сім'ю — 85 209 доларів (медіана — 66 731). Медіана доходів становила 46 389 доларів для чоловіків та 44 926 доларів для жінок. За межею бідності перебувало 7,2 % осіб, у тому числі 0,0 % дітей у віці до 18 років та 7,2 % осіб у віці 65 років та старших.
Цивільне працевлаштоване населення становило 408 осіб. Основні галузі зайнятості: фінанси, страхування та нерухомість — 19,1 %, науковці, спеціалісти, менеджери — 18,6 %, освіта, охорона здоров'я та соціальна допомога — 13,0 %, роздрібна торгівля — 11,0 %.